# آیلین ویلان
آیلین ویلان (انگلیسی: Aileen Whelan؛ زادهٔ ۱۱ اوت ۱۹۹۱) بازیکن فوتبال اهل بریتانیا است.
از باشگاه‌هایی که در آن بازی کرده‌است می‌توان به باشگاه فوتبال زنان اورتون اشاره کرد.
وی همچنین در تیم ملی فوتبال England U23 بازی کرده‌است.